# Domenica della divina misericordia

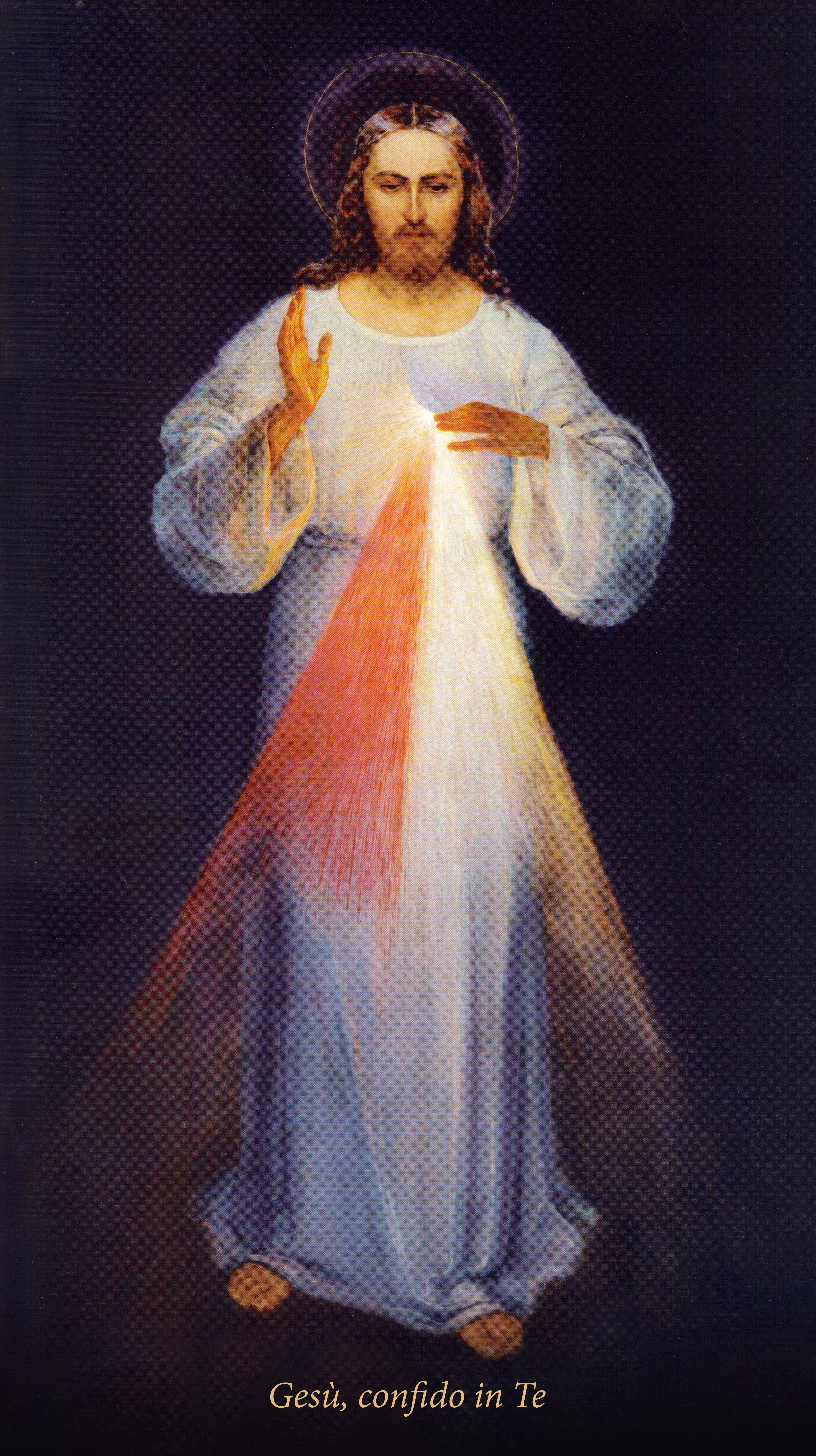
La prima Immagine di Gesù Misericordioso dipinta da Eugeniusz Kazimirowski secondo le apparizioni di santa Faustina Kowalska

La domenica della divina misericordia è una festività cattolica, istituita nel 2000 da papa Giovanni Paolo II e dedicata alla divina misericordia.
Nell'anno liturgico, essa coincide con la domenica in albis, ossia con la domenica successiva a quella di Pasqua.

## Origini
Nel 2000,  papa Giovanni Paolo II stabilì che questa domenica venisse denominata "della divina Misericordia", titolazione legata alla figura della santa mistica polacca Faustina Kowalska. La preparazione a questa festa è la novena della Coroncina alla Divina Misericordia iniziando dal Venerdì Santo.
Tale decisione fu presa per esaudire il desiderio che Cristo avrebbe espresso alla Santa durante le sue apparizioni e riportato nel Diario di santa Faustina Kowalska dalla donna: 
(Diario 699)

### Interpretazione teologica
Questa grazia secondo Ignacy Różycki può essere considerata maggiore dell'indulgenza plenaria:

## Precedenti nella storia della liturgia

### Ladominica de misericordia
Nella storia della liturgia è interessante notare come non sia una novità assoluta quella di sottolineare il tema della Misericordia in una domenica dell'anno liturgico. Già nel XIII secolo Guglielmo di Auxerre scrive che la Quarta dominica quadragesime è una domenica della Misericordia. Nel suo Commentario liturgico, infatti, già dal sabato che la precede viene sottolineato questo tema ricorrente tanto nell'eucologia quanto nei brani scritturistici.
(III,50. Quarta dominica quadragesime)

### La domenicaMisericordia
Nel tempo pasquale, nella messa tridentina, alla III domenica di Pasqua è assegnato l'introito Misericordia Domini. Tradizionalmente, come per le altre domeniche di questo tempo liturgico, la celebrazione prende il nome dall'incipit introitale ed è conosciuta, appunto, come la domenica Misericordia, da non confondere con la recente domenica della divina misericordia.